# エフゲニー・ペトロフ
エフゲニー・ペトロフ（英語: Evgueni Petrov, 1978年5月25日 - ）は、ロシア、ウファ出身の元自転車競技（ロードレース）選手。なお、ドイツ語表記では、Jewgeni Wladimirowitsch Petrowとなる。

## 経歴
2000年
- U23世界選手権において、個人ロードレース及び個人タイムトライアルの双方を制覇。
- 国内選手権・個人タイムトライアル優勝。

2001年、マペイ・クイックステップと契約を結びプロ転向。
2002年、ツール・ド・ラヴニール総合優勝。
2003年、iバネスト.com（現 ケス・デパーニュ）に移籍。
- ツール・ド・フランス初出場、総合53位。

2004年、サエコに移籍。
2005年、サエコを吸収合併したランプレ・カッフィータ（現 ランプレ・ISD）に移籍。
- ジロ・デ・イタリア初出場、総合50位。

2006年、ブエルタ・ア・エスパーニャ初出場、総合18位。
2007年、ティンコフ・クレジットシステム・プロフェッショナルサイクリングチームに移籍。
- ジロ・デ・イタリア総合7位。

2009年、チーム・カチューシャに移籍。
2010年、ジロ・デ・イタリア第11ステージ勝利、総合31位。
2011年、アスタナへ移籍。
2013年、チーム・サクソ＝ティンコフへ移籍。
2016年、9月のグランプリ・シクリスト・ド・モンレアルへの出走を最後に引退。